# Natalie Angier
Natalie Angier (ur. 16 lutego 1958 w Bronksie, w Nowym Jorku) – amerykańska pisarka literatury faktu, feministka i dziennikarka tematyki naukowej dla „New York Timesa”.

## Życiorys
Po ukończeniu dwóch lat studiów na University of Michigan, studiowała fizykę i anglistykę w Barnard College, który ukończyła w 1978.
Od roku 1980 do 1984, Angier pisała na tematy z biologii dla „Discover Magazine”. Pracowała także jako pisarka dla „Time Magazine” i była krótko adiunktem w New York University's Graduate Program. W roku 1990 rozpoczęła pracę w „New York Times” jako dziennikarz tematyki nauki.
Mieszka w Waszyngtonie, na przedmieściu Takoma Park, Maryland, ze swoim mężem, reporterem naukowym i medycznym w „Washington Post”, i córką. Angier otwarcie deklaruje, że jest ateistką.
W książce Kobieta. Geografia intymna opisuje ciało kobiece – jego anatomię, procesy chemiczne, jego ewolucję. Eksploruje kobiece ciało, ale stara się przy tym – jak sama to formułuje – „by nie pogrążyć się w bagnie biologicznego determinizmu”, z dystansem odnosząc się do dokonań psychologii ewolucyjnej. Książka ta w swej wymowie ma charakter feministyczny i mieści się w ramach nurtu określanego mianem biologii wyzwolenia.

## Nagrody i wyróżnienia
Została nagrodzona Nagrodą Pulitzera w 1991 roku w kategorii „Beat Reporting”.